# Port morski Wapnica
Port morski Wapnica – mały port morski w woj. zachodniopomorskim, gminie Międzyzdroje, w miejscowości Wapnica, położony na wyspie Wolin, na wschodnim brzegu jeziora Wicko Wielkie, w północnej zatoce Zalewu Szczecińskiego. 
W porcie znajduje się marina jachtowa z 52 miejscami postojowymi (o zanurzeniu maksymalnym do 2,5 m), przy pomostach cumowniczych oraz betonowym nabrzeżu. 
W granicach administracyjnych portu znajduje się akwatorium o powierzchni 0,0059 km². W 2002 r. port miał nabrzeża o łącznej długości 177,50 m.
W 2013 r. w ramach Regionalnego Programu Operacyjnego Województwa Zachodniopomorskiego 2007–2013 wybudowano w porcie nową marinę jachtową za kwotę 8,5 mln zł. 
Port morski w Wapnicy został ustanowiony przez Ministra Żeglugi w 1965 r.
Administratorem portu jest Urząd Morski w Szczecinie. Podmiotem zarządzającym portem jest spółka miejska Marina Międzyzdroje - Wapnica sp. z o.o.